# طاهر الطناحي
طاهر الطناحي (1 أغسطس 1903 - 1 أبريل 1967) هو أديب وصحفي وشاعر مصري.

## حياته ونشاته ومسيرته
- ولد طاهر بن أحمد الطناحي بدمياط عام 1903، والتحق بمدرسة دار العلوم بعد انتقاله إلى القاهرة[3]، وعمل بعد تخرجه بمجلة المصور، ومجلة كل شيء، ثم التحق بدار الهلال وعمل بها حتى وفاته سنة 1967.[4]

- اتصل الطناحي بأدباء عصره، مثل مصطفى لطفي المنفلوطي، وأحمد شوقي، وحافظ إبراهيم، وكان له جهود كبيرة في استكتاب كبار الأدباء بمجلة دار الهلال.[5]

- له الفضل في نشر العديد من الكتب لكبار الأدباء والمفكرين بسلسلة كتاب الهلال، مثل العقاد، ومي زيادة، ومحمد عبده، وأحمد لطفي السيد، ومحمد علي علوبة، وجرجي زيدان.[6]

## مؤلفته
لع عدة مؤلفات، منها:
- «على ضفاف دجلة والفرات» مجموعة قصصية تخلد أمجاد العرب.
- «بين السيف والقلم» مجموعة قصصية تخلد أمجاد العرب.
- «على فراش الموت»، وهو تسجيل للساعات الأخيرة لكبار الأدباء والكتاب قبل الموت.
- «حديقة الأدباء».
- «حياة مطران».
- «ساعات من حياتي».
- الساعة الأخيرة.[10]